# Шары (посёлок)
 Шары  — посёлок в Горномарийском районе Республики Марий Эл. Входит в состав Озеркинского сельского поселения.

## География
Находится в юго-западной части республики Марий Эл на левобережье Волги на расстоянии приблизительно 22 км на север-северо-запад от районного центра города Козьмодемьянск и 16 км на северо-запад от центра поселения деревни Озерки.

## История
Упоминается с 1859 года как «дом лесной стражи» Шарский с 1 двором и 12 жителями. По данным 1933 года здесь числилось 55 чел. русского населения. Здесь велись интенсивные лесоразработки; был создан лесоучасток, а в 1966 году Шарское лесничество. Построены контора лесничества, магазин, жилые и хозяйственные строения.

## Население
Население составляло 16 человек (русские 94 %) в 2002 году, 7 в 2010.